# Grand Prix moto d'Autriche 2023
Le Grand Prix moto d'Autriche 2023 (officiellement CryptoData Motorrad Grand Prix von Österreich) est la dixième manche du championnat du monde de vitesse moto 2023.
Cette 32e édition du Grand Prix moto d'Autriche s'est déroulé du 18 août au 20 août sur le Circuit de Spielberg à Spielberg.

## Qualifications

### MotoGP
| Meilleur temps de la session |

| Pos.                                          | Num | Pilote                | Constructeur | Temps          | Temps          | Position départ | Row |
| Pos.                                          | Num | Pilote                | Constructeur | Q1             | Q2             | Position départ | Row |
| --------------------------------------------- | --- | --------------------- | ------------ | -------------- | -------------- | --------------- | --- |
| 1                                             | 1   | Francesco Bagnaia     | Ducati       | Qualifié en Q2 | 1 min 28 s 539 | 1               | 1   |
| 2                                             | 12  | Maverick Viñales      | Aprilia      | Qualifié en Q2 | 1 min 28 s 576 | 2               | 1   |
| 3                                             | 33  | Brad Binder           | KTM          | Qualifié en Q2 | 1 min 28 s 653 | 3               | 1   |
| 4                                             | 43  | Jack Miller           | KTM          | 1 min 28 s 831 | 1 min 28 s 769 | 4               | 2   |
| 5                                             | 73  | Álex Márquez          | Ducati       | Qualifié en Q2 | 1 min 28 s 828 | 5               | 2   |
| 6                                             | 10  | Luca Marini           | Ducati       | 1 min 29 s 120 | 1 min 28 s 839 | 6               | 2   |
| 7                                             | 72  | Marco Bezzecchi       | Ducati       | Qualifié en Q2 | 1 min 28 s 908 | 7               | 3   |
| 8                                             | 88  | Miguel Oliveira       | Aprilia      | Qualifié en Q2 | 1 min 28 s 966 | 8               | 3   |
| 9                                             | 20  | Fabio Quartararo      | Yamaha       | Qualifié en Q2 | 1 min 29 s 034 | 9               | 3   |
| 10                                            | 5   | Johann Zarco          | Ducati       | Qualifié en Q2 | 1 min 29 s 113 | 10              | 4   |
| 11                                            | 41  | Aleix Espargaró       | Aprilia      | Qualifié en Q2 | 1 min 29 s 245 | 11              | 4   |
| 12                                            | 89  | Jorge Martín          | Ducati       | Qualifié en Q2 | 1 min 30 s 367 | 12              | 4   |
| 13                                            | 44  | Pol Espargaró         | KTM          | 1 min 29 s 295 | N/A            | 13              | 5   |
| 14                                            | 23  | Enea Bastianini       | Ducati       | 1 min 29 s 365 | N/A            | 14              | 5   |
| 15                                            | 21  | Franco Morbidelli     | Yamaha       | 1 min 29 s 446 | N/A            | 15              | 5   |
| 16                                            | 36  | Joan Mir              | Honda        | 1 min 29 s 454 | N/A            | 16              | 6   |
| 17                                            | 25  | Raúl Fernández        | Aprilia      | 1 min 29 s 476 | N/A            | 17              | 6   |
| 18                                            | 93  | Marc Márquez          | Honda        | 1 min 29 s 479 | N/A            | 18              | 6   |
| 19                                            | 30  | Takaaki Nakagami      | Honda        | 1 min 29 s 508 | N/A            | 19              | 7   |
| 20                                            | 49  | Fabio Di Giannantonio | Ducati       | 1 min 29 s 681 | N/A            | 20              | 7   |
| 21                                            | 27  | Iker Lecuona          | Honda        | 1 min 29 s 751 | N/A            | 21              | 7   |
| 22                                            | 37  | Augusto Fernández     | KTM          | 1 min 29 s 769 | N/A            | 22              | 8   |
| 23                                            | 32  | Lorenzo Savadori      | Aprilia      | 1 min 29 s 962 | N/A            | 23              | 8   |
| RESULTATS OFFICIELS DES QUALIFICATIONS MOTOGP |     |                       |              |                |                |                 |     |

## Classement MotoGP

### Course sprint
| Position         | Numéro | Pilote                | Equipe                       | Constructeur | Tour | Ecart           | Grille | Points |
| ---------------- | ------ | --------------------- | ---------------------------- | ------------ | ---- | --------------- | ------ | ------ |
| 1                | 1      | Francesco Bagnaia     | Ducati Lenovo Team           | Ducati       | 14   | 21 min 01 s 844 | 1      | 12     |
| 2                | 33     | Brad Binder           | Red Bull KTM Factory Racing  | KTM          | 14   | +2 s 056        | 3      | 9      |
| 3                | 89     | Jorge Martín          | Prima Pramac Racing          | Ducati       | 14   | +5 s 045        | 12     | 7      |
| 4                | 73     | Álex Márquez          | Gresini Racing MotoGP        | Ducati       | 14   | +8 s 252        | 5      | 6      |
| 5                | 43     | Jack Miller           | Red Bull KTM Factory Racing  | KTM          | 14   | +11 s 365       | 4      | 5      |
| 6                | 44     | Pol Espargaró         | GasGas Factory Racing Tech3  | KTM          | 14   | +11 s 816       | 16     | 4      |
| 7                | 41     | Aleix Espargaró       | Aprilia Racing               | Aprilia      | 14   | +11 s 960       | 11     | 3      |
| 8                | 12     | Maverick Viñales      | Aprilia Racing               | Aprilia      | 14   | +11 s 984       | 2      | 2      |
| 9                | 21     | Franco Morbidelli     | Monster Energy Yamaha MotoGP | Yamaha       | 14   | +13 s 634       | 14     | 1      |
| 10               | 93     | Marc Márquez          | Repsol Honda Team            | Honda        | 14   | +14 s 435       | 18     |        |
| 11               | 49     | Fabio Di Giannantonio | Gresini Racing MotoGP        | Ducati       | 14   | +15 s 251       | 20     |        |
| 12               | 36     | Joan Mir              | Repsol Honda Team            | Honda        | 14   | +16 s 740       | 15     |        |
| 13               | 23     | Enea Bastianini       | Ducati Lenovo Team           | Ducati       | 14   | +18 s 825       | 13     |        |
| 14               | 25     | Raúl Fernández        | CryptoData RNF MotoGP Team   | Aprilia      | 14   | +19 s 536       | 17     |        |
| 15               | 20     | Fabio Quartararo      | Monster Energy Yamaha MotoGP | Yamaha       | 14   | +22 s 321       | 9      |        |
| 16               | 27     | Iker Lecuona          | LCR Honda Castrol            | Honda        | 14   | +25 s 593       | 21     |        |
| 17               | 37     | Augusto Fernández     | GasGas Factory Racing Tech3  | KTM          | 14   | +25 s 789       | 22     |        |
| Ab.              | 5      | Johann Zarco          | Prima Pramac Racing          | Ducati       | 11   | Abandon         | 10     |        |
| Ab.              | 10     | Luca Marini           | Mooney VR46 Racing Team      | Ducati       | 6    | Collision       | 6      |        |
| Ab.              | 32     | Lorenzo Savadori      | Aprilia Racing               | Aprilia      | 5    | Chute           | 23     |        |
| Ab.              | 30     | Takaaki Nakagami      | LCR Honda Idemitsu           | Honda        | 2    | Chute           | 19     |        |
| Ab.              | 72     | Marco Bezzecchi       | Mooney VR46 Racing Team      | Ducati       | 1    | Abandon         | 7      |        |
| Ab.              | 88     | Miguel Oliveira       | CryptoData RNF MotoGP Team   | Aprilia      | 0    | Chute           | 8      |        |
| Rapport officiel |        |                       |                              |              |      |                 |        |        |

### Course principale
| Position                                                                      | Numéro | Pilote                | Equipe                       | Constructeur | Tour | Ecarts          | Grille | Points |
| ----------------------------------------------------------------------------- | ------ | --------------------- | ---------------------------- | ------------ | ---- | --------------- | ------ | ------ |
| 1                                                                             | 1      | Francesco Bagnaia     | Ducati Lenovo Team           | Ducati       | 28   | 42 min 23 s 315 | 1      | 25     |
| 2                                                                             | 33     | Brad Binder           | Red Bull KTM Factory Racing  | KTM          | 28   | +5 s 191        | 3      | 20     |
| 3                                                                             | 72     | Marco Bezzecchi       | Mooney VR46 Racing Team      | Ducati       | 28   | +7 s 708        | 7      | 16     |
| 4                                                                             | 10     | Luca Marini           | Mooney VR46 Racing Team      | Ducati       | 28   | +10 s 343       | 6      | 13     |
| 5                                                                             | 73     | Álex Márquez          | Gresini Racing MotoGP        | Ducati       | 28   | +11 s 039       | 5      | 11     |
| 6                                                                             | 12     | Maverick Viñales      | Aprilia Racing               | Aprilia      | 28   | +11 s 724       | 2      | 10     |
| 7                                                                             | 89     | Jorge Martín          | Prima Pramac Racing          | Ducati       | 28   | +12 s 917       | 12     | 9      |
| 8                                                                             | 20     | Fabio Quartararo      | Monster Energy Yamaha MotoGP | Yamaha       | 28   | +19 s 509       | 9      | 8      |
| 9                                                                             | 41     | Aleix Espargaró       | Aprilia Racing               | Aprilia      | 28   | +20 s 231       | 11     | 7      |
| 10                                                                            | 23     | Enea Bastianini       | Ducati Lenovo Team           | Ducati       | 28   | +20 s 729       | 13     | 6      |
| 11                                                                            | 21     | Franco Morbidelli     | Monster Energy Yamaha MotoGP | Yamaha       | 28   | +21 s 527       | 14     | 5      |
| 12                                                                            | 93     | Marc Márquez          | Repsol Honda Team            | Honda        | 28   | +23 s 027       | 18     | 4      |
| 13                                                                            | 5      | Johann Zarco          | Prima Pramac Racing          | Ducati       | 28   | +24 s 259       | 10     | 3      |
| 14                                                                            | 37     | Augusto Fernández     | GasGas Factory Racing Tech3  | KTM          | 28   | +25 s 365       | 22     | 2      |
| 15                                                                            | 43     | Jack Miller           | Red Bull KTM Factory Racing  | KTM          | 28   | +25 s 475       | 4      | 1      |
| 16                                                                            | 44     | Pol Espargaró         | GasGas Factory Racing Tech3  | KTM          | 28   | +28 s 073       | 16     |        |
| 17                                                                            | 49     | Fabio Di Giannantonio | Gresini Racing MotoGP        | Ducati       | 28   | +28 s 998       | 20     |        |
| 18                                                                            | 30     | Takaaki Nakagami      | LCR Honda Idemitsu           | Honda        | 28   | +32 s 316       | 19     |        |
| 19                                                                            | 32     | Lorenzo Savadori      | Aprilia Racing               | Aprilia      | 28   | +42 s 392       | 23     |        |
| 20                                                                            | 27     | Iker Lecuona          | LCR Honda Castrol            | Honda        | 28   | +46 s 239       | 21     |        |
| Ab.                                                                           | 25     | Raúl Fernández        | CryptoData RNF MotoGP Team   | Aprilia      | 27   | Abandon         | 17     |        |
| Ab.                                                                           | 36     | Joan Mir              | Repsol Honda Team            | Honda        | 12   | Chute           | 15     |        |
| Ab.                                                                           | 88     | Miguel Oliveira       | CryptoData RNF MotoGP Team   | Aprilia      | 6    | Abandon         | 8      |        |
| Meilleur tour en course: Francesco Bagnaia (Ducati) – 1 min 29 s 840 (tour 3) |        |                       |                              |              |      |                 |        |        |
| Rapport officiel                                                              |        |                       |                              |              |      |                 |        |        |

## Classement Moto2
| Pos.                                                                    | No. | Pilote                  | Constructeur | Tours | Ecarts          | Grille | Points |
| ----------------------------------------------------------------------- | --- | ----------------------- | ------------ | ----- | --------------- | ------ | ------ |
| 1                                                                       | 13  | Celestino Vietti        | Kalex        | 23    | 36 min 25 s 093 | 3      | 25     |
| 2                                                                       | 37  | Pedro Acosta            | Kalex        | 23    | +1 s 435        | 1      | 20     |
| 3                                                                       | 79  | Ai Ogura                | Kalex        | 23    | +5 s 189        | 2      | 16     |
| 4                                                                       | 96  | Jake Dixon              | Kalex        | 23    | +6 s 145        | 4      | 13     |
| 5                                                                       | 35  | Somkiat Chantra         | Kalex        | 23    | +8 s 635        | 5      | 11     |
| 6                                                                       | 14  | Tony Arbolino           | Kalex        | 23    | +14 s 054       | 7      | 10     |
| 7                                                                       | 12  | Filip Salač             | Kalex        | 23    | +14 s 492       | 12     | 9      |
| 8                                                                       | 11  | Sergio García           | Kalex        | 23    | +16 s 445       | 16     | 8      |
| 9                                                                       | 54  | Fermín Aldeguer         | Boscoscuro   | 23    | +17 s 178       | 6      | 7      |
| 10                                                                      | 3   | Lukas Tulovic           | Kalex        | 23    | +35 s 361       | 18     | 6      |
| 11                                                                      | 71  | Dennis Foggia           | Kalex        | 23    | +37 s 855       | 17     | 5      |
| 12                                                                      | 52  | Jeremy Alcoba           | Kalex        | 23    | +39 s 551       | 25     | 4      |
| 13                                                                      | 28  | Izan Guevara            | Kalex        | 23    | +40 s 213       | 19     | 3      |
| 14                                                                      | 24  | Marcos Ramírez          | Kalex        | 23    | +40 s 410       | 23     | 2      |
| 15                                                                      | 64  | Bo Bendsneyder          | Kalex        | 23    | +41 s 098       | 20     | 1      |
| 16                                                                      | 72  | Borja Gómez             | Kalex        | 23    | +43 s 446       | 22     |        |
| 17                                                                      | 67  | Alberto Surra           | Forward      | 23    | +45 s 018       | 26     |        |
| 18                                                                      | 33  | Rory Skinner            | Kalex        | 23    | +47 s 622       | 24     |        |
| 19                                                                      | 73  | Mattia Rato             | Kalex        | 23    | +49 s 861       | 28     |        |
| 20                                                                      | 5   | Kohta Nozane            | Kalex        | 23    | +57 s 039       | 27     |        |
| 21                                                                      | 21  | Alonso López            | Boscoscuro   | 23    | +1 min 09 s 264 | 11     |        |
| 22                                                                      | 84  | Zonta van den Goorbergh | Kalex        | 23    | +1 min 10 s 514 | 13     |        |
| Ab.                                                                     | 16  | Joe Roberts             | Kalex        | 11    | Abandon         | 21     |        |
| Ab.                                                                     | 40  | Arón Canet              | Kalex        | 10    | Chute           | 10     |        |
| Ab.                                                                     | 75  | Albert Arenas           | Kalex        | 9     | Chute           | 8      |        |
| Ab.                                                                     | 18  | Manuel González         | Kalex        | 7     | Chute           | 9      |        |
| Ab.                                                                     | 15  | Darryn Binder           | Kalex        | 2     | Chute           | 15     |        |
| Ab.                                                                     | 22  | Sam Lowes               | Kalex        | 2     | Chute           | 14     |        |
| Meilleur tour en course: Pedro Acosta (Kalex) – 1 min 34 s 453 (tour 3) |     |                         |              |       |                 |        |        |
| Rapport officiel                                                        |     |                         |              |       |                 |        |        |

## Classement Moto3
| Position                                                                  | Numéro | Pilote             | Constructeur | Tours | Ecart              | Grille | Points |
| ------------------------------------------------------------------------- | ------ | ------------------ | ------------ | ----- | ------------------ | ------ | ------ |
| 1                                                                         | 53     | Deniz Öncü         | KTM          | 20    | 34 min 04 s 291    | 3      | 25     |
| 2                                                                         | 96     | Daniel Holgado     | KTM          | 20    | +0 s 002           | 2      | 20     |
| 3                                                                         | 71     | Ayumu Sasaki       | Husqvarna    | 20    | +0 s 119           | 8      | 16     |
| 4                                                                         | 95     | Collin Veijer      | Husqvarna    | 20    | +0 s 136           | 1      | 13     |
| 5                                                                         | 48     | Iván Ortolá        | KTM          | 20    | +3 s 135           | 18     | 11     |
| 6                                                                         | 54     | Riccardo Rossi     | Honda        | 20    | +5 s 270           | 6      | 10     |
| 7                                                                         | 6      | Ryusei Yamanaka    | Gas Gas      | 20    | +8 s 137           | 13     | 9      |
| 8                                                                         | 10     | Diogo Moreira      | KTM          | 20    | +8 s 382           | 19     | 8      |
| 9                                                                         | 44     | David Muñoz        | KTM          | 20    | +8 s 453           | 10     | 7      |
| 10                                                                        | 82     | Stefano Nepa       | KTM          | 20    | +8 s 615           | 11     | 6      |
| 11                                                                        | 99     | José Antonio Rueda | KTM          | 20    | +8 s 667           | 5      | 5      |
| 12                                                                        | 18     | Matteo Bertelle    | Honda        | 20    | +9 s 239           | 16     | 4      |
| 13                                                                        | 24     | Tatsuki Suzuki     | Honda        | 20    | +9 s 516           | 12     | 3      |
| 14                                                                        | 27     | Kaito Toba         | Honda        | 20    | +14 s 741          | 21     | 2      |
| 15                                                                        | 38     | David Salvador     | KTM          | 20    | +19 s 343          | 25     | 1      |
| 16                                                                        | 66     | Joel Kelso         | CFMoto       | 20    | +19 s 415          | 9      |        |
| 17                                                                        | 55     | Romano Fenati      | Honda        | 20    | +19 s 526          | 14     |        |
| 18                                                                        | 72     | Taiyo Furusato     | Honda        | 20    | +20 s 346          | 17     |        |
| 19                                                                        | 43     | Xavier Artigas     | CFMoto       | 20    | +21 s 524          | 22     |        |
| 20                                                                        | 12     | Noah Dettwiler     | CFMoto       | 20    | +21 s 758          | 23     |        |
| 21                                                                        | 7      | Filippo Farioli    | KTM          | 20    | +21 s 850          | 24     |        |
| 22                                                                        | 19     | Scott Ogden        | Honda        | 20    | +22 s 293          | 15     |        |
| 23                                                                        | 33     | Tatchakorn Buasri  | Honda        | 20    | +29 s 684          | 29     |        |
| 24                                                                        | 20     | Lorenzo Fellon     | KTM          | 20    | +31 s 814          | 30     |        |
| 25                                                                        | 22     | Ana Carrasco       | KTM          | 20    | +31 s 858          | 26     |        |
| 26                                                                        | 64     | Mario Aji          | Honda        | 20    | +32 s 013          | 27     |        |
| 27                                                                        | 70     | Joshua Whatley     | Honda        | 20    | +36 s 954          | 28     |        |
| 28                                                                        | 63     | Syarifuddin Azman  | KTM          | 20    | +45 s 512          | 20     |        |
| 29                                                                        | 80     | David Alonso       | Gas Gas      | 20    | +1 lap             | 7      |        |
| Ab.                                                                       | 5      | Jaume Masià        | Honda        | 3     | Problème mécanique | 4      |        |
| Meilleur tour en course: David Alonso (Gas Gas) – 1 min 41 s 452 (tour 7) |        |                    |              |       |                    |        |        |
| Rapport officiel                                                          |        |                    |              |       |                    |        |        |

## Classement MotoE

### Course 1
| Position                                                          | Numéro | Pilote             | Tours | Ecarts          | Grille | Points |
| ----------------------------------------------------------------- | ------ | ------------------ | ----- | --------------- | ------ | ------ |
| 1                                                                 | 40     | Mattia Casadei     | 7     | 11 min 37 s 993 | 2      | 25     |
| 2                                                                 | 51     | Eric Granado       | 7     | +1 s 218        | 3      | 20     |
| 3                                                                 | 21     | Kevin Zannoni      | 7     | +1 s 382        | 1      | 16     |
| 4                                                                 | 4      | Héctor Garzó       | 7     | +1 s 466        | 6      | 13     |
| 5                                                                 | 81     | Jordi Torres       | 7     | +4 s 114        | 8      | 11     |
| 6                                                                 | 77     | Miquel Pons        | 7     | +5 s 950        | 7      | 10     |
| 7                                                                 | 61     | Alessandro Zaccone | 7     | +8 s 394        | 17     | 9      |
| 8                                                                 | 8      | Mika Pérez         | 7     | +9 s 199        | 15     | 8      |
| 9                                                                 | 34     | Kevin Manfredi     | 7     | +9 s 498        | 9      | 7      |
| 10                                                                | 53     | Tito Rabat         | 7     | +9 s 637        | 12     | 6      |
| 11                                                                | 3      | Randy Krummenacher | 7     | +9 s 806        | 10     | 5      |
| 12                                                                | 99     | Oscar Gutiérrez    | 7     | +9 s 980        | 13     | 4      |
| 13                                                                | 29     | Nicolas Spinelli   | 7     | +10 s 585       | 14     | 3      |
| 14                                                                | 72     | Alessio Finello    | 7     | +11 s 719       | 16     | 2      |
| 15                                                                | 6      | María Herrera      | 7     | +17 s 012       | 18     | 1      |
| 16                                                                | 11     | Matteo Ferrari     | 7     | +1 min 30 s 121 | 4      |        |
| Ab.                                                               | 78     | Hikari Okubo       | 5     | Abandon         | 5      |        |
| Ab.                                                               | 9      | Andrea Mantovani   | 0     | Chute           | 11     |        |
| Meilleur tour en course: Mattia Casadei – 1 min 38 s 833 (tour 2) |        |                    |       |                 |        |        |
| Rapport officiel                                                  |        |                    |       |                 |        |        |

### Course 2
| Position                                                          | Numéro | Pilote             | Tours | Ecarts          | Grille | Points |
| ----------------------------------------------------------------- | ------ | ------------------ | ----- | --------------- | ------ | ------ |
| 1                                                                 | 40     | Mattia Casadei     | 7     | 11 min 37 s 686 | 2      | 25     |
| 2                                                                 | 11     | Matteo Ferrari     | 7     | +0 s 077        | 4      | 20     |
| 3                                                                 | 21     | Kevin Zannoni      | 7     | +0 s 373        | 1      | 16     |
| 4                                                                 | 77     | Miquel Pons        | 7     | +2 s 158        | 7      | 13     |
| 5                                                                 | 4      | Héctor Garzó       | 7     | +2 s 246        | 6      | 11     |
| 6                                                                 | 81     | Jordi Torres       | 7     | +3 s 929        | 8      | 10     |
| 7                                                                 | 3      | Randy Krummenacher | 7     | +5 s 638        | 10     | 9      |
| 8                                                                 | 78     | Hikari Okubo       | 7     | +6 s 337        | 5      | 8      |
| 9                                                                 | 9      | Andrea Mantovani   | 7     | +8 s 352        | 11     | 7      |
| 10                                                                | 34     | Kevin Manfredi     | 7     | +8 s 868        | 9      | 6      |
| 11                                                                | 61     | Alessandro Zaccone | 7     | +9 s 018        | 17     | 5      |
| 12                                                                | 99     | Oscar Gutiérrez    | 7     | +9 s 101        | 13     | 4      |
| 13                                                                | 29     | Nicolas Spinelli   | 7     | +9 s 436        | 14     | 3      |
| 14                                                                | 53     | Tito Rabat         | 7     | +9 s 837        | 12     | 2      |
| 15                                                                | 8      | Mika Pérez         | 7     | +10 s 527       | 15     | 1      |
| 16                                                                | 72     | Alessio Finello    | 7     | +10 s 869       | 16     |        |
| 17                                                                | 6      | María Herrera      | 7     | +19 s 039       | 18     |        |
| 18                                                                | 51     | Eric Granado       | 7     | +43 s 639       | 3      |        |
| Meilleur tour en course: Mattia Casadei – 1 min 38 s 742 (tour 3) |        |                    |       |                 |        |        |
| Rapport officiel                                                  |        |                    |       |                 |        |        |

## Classements provisoires au Championnat
Seul le Top 5 est présenté ici.  

### MotoGP
|  | Pos. | Pilote            | Points |
|  | ---- | ----------------- | ------ |
|  | 1    | Francesco Bagnaia | 251    |
|  | 2    | Jorge Martín      | 189    |
|  | 3    | Marco Bezzecchi   | 183    |
|  | 4    | Brad Binder       | 160    |
|  | 5    | Johann Zarco      | 125    |

|  | Pos. | Constructeur | Points |
|  | ---- | ------------ | ------ |
|  | 1    | Ducati       | 354    |
|  | 2    | KTM          | 201    |
|  | 3    | Aprilia      | 166    |
|  | 4    | Honda        | 93     |
|  | 5    | Yamaha       | 93     |

|  | Pos. | Equipe                      | Points |
|  | ---- | --------------------------- | ------ |
|  | 1    | Prima Pramac Racing         | 314    |
|  | 2    | Mooney VR46 Racing Team     | 303    |
|  | 3    | Ducati Lenovo Team          | 285    |
|  | 4    | Red Bull KTM Factory Racing | 256    |
|  | 5    | Aprilia Racing              | 203    |

### Moto2
|  | Pos. | Pilote        | Points |
|  | ---- | ------------- | ------ |
|  | 1    | Pedro Acosta  | 176    |
|  | 2    | Tony Arbolino | 164    |
|  | 3    | Jake Dixon    | 117    |
|  | 4    | Arón Canet    | 96     |
|  | 5    | Alonso López  | 92     |

|  | Pos. | Constructeur | Points |
|  | ---- | ------------ | ------ |
|  | 1    | Kalex        | 245    |
|  | 2    | Boscoscuro   | 131    |

|  | Pos. | Equipe                   | Points |
|  | ---- | ------------------------ | ------ |
|  | 1    | Elf Marc VDS Racing Team | 231    |
|  | 2    | Red Bull KTM Ajo         | 219    |
|  | 3    | CAG Speed Up             | 173    |
|  | 4    | Pons Wegow Los40         | 141    |
|  | 5    | Idemitsu Honda Team Asia | 132    |